# ズバリ!当てましょう
『ズバリ!当てましょう』（ズバリあてましょう）は、1961年8月5日から1972年2月12日（第1期）、および1975年10月4日から1982年3月27日まで（第2期）の2期にわたってフジテレビ系列局ほかで放送されていた視聴者参加型クイズ番組である。松下電器産業（現社名：パナソニック）の一社提供。当初はモノクロ放送・モノラル放送だったが、1967年2月にカラー放送となり、1979年3月17日にステレオ放送となった。
正式名称は『ナショナルプライスクイズ ズバリ!当てましょう』（後に『プロ・アマ対抗 ズバリ!当てましょう』→『Nationalファミリークイズ ズバリ!当てましょう』に変更）。通算放送回数は865回。

## 概要
テーマに沿って登場したものの値段をノーヒントを当てるクイズで、所謂「値段当てクイズ番組」の元祖である。
ズバリ一発で当てると「ズバリ賞」として当時で100万円相当のナショナルの電化製品一式が賞品としても提供された。放送開始当時はいわゆる家電ブームの真っ直中であり、当時の給与水準、物価から考えると破格の商品、いわゆる「高嶺の花」であり、主婦を中心に出場希望者が殺到したという。また、正解でなくても、「内輪で一番近い方は?!」とみなされた解答者には問題となった品物がプレゼントされた。そして、最終的にトップ賞になると、ナショナルの電化製品一品（ズバリ賞で出される賞品の中から好きなものを一品選べる）がプレゼントされた。
また第1期末期（1970年前後）にはトップ賞の出場者は翌週も出場し、3週連続トップになるとナショナル製品一品の他に「世界一周旅行」が贈られたが、1971年10月に公正取引委員会の規則改正で「賞金・賞品の上限は100万円まで」となったため、同年9月限りでこのルールは廃止された。
オープニングで「明るいナショナル」（作詞・作曲：三木鶏郎）をバックに気球に乗ったナショナル坊やが松下電器本社工場の上空を飛び回る15秒のオープニングキャッチが流れた後、引き続いて解答者席横のドアをバックにタイトルロゴと放送回数のテロップが映し出されながらテーマ曲が流れた。また、1970年頃からはカラフルな色で円を描くアニメ映像をバックにタイトルロゴと放送回数のテロップが映し出されながらテーマ曲が流れるバージョンのオープニングに変更され、1972年の第1期最終回まで使用された。
第2期では、19時の時報とともにナショナルの15秒CMを2本流した後、四角い箱からカラフルな丸い玉が出てきて、「?」マークを形作るオープニングアニメが流れた。その為「ナショナル劇場」や「ナショナルゴールデン劇場」でお馴染みのナショナルのオープニングキャッチは使用していない。なお、「ナショナル プライスクイズ」のタイトルロゴはナショ文字を使用していた。
スポンサーの松下電器がテレビ受像器を製造・販売している事から、いち早く番組のカラー化・ステレオ放送化が行われた。先ず1967年2月11日放送分にて、フジテレビの自社制作番組としては初のスタジオカラーカメラ&カラーVTRを使用してのカラー放送を実施（その回のタイトルは「カラーで当てましょう」）。翌々週の2月25日からは毎週カラー放送となった。又、フジテレビの音声多重放送開始から半年後の1979年3月17日放送分からはステレオ放送となった（次項参照）。

### ステレオ放送開始・2チーム対抗戦
1979年3月17日からステレオ放送開始。シンキングタイム、ファンファーレなどのBGMはダン池田とニューブリードによる生演奏となった。しかしこの際に「バリバリズバリと当てましょう」と言う部分のコーラスが消滅した。この頃は番組のセットが2段になっており下段は解答者席が左右2つに分かれ、中央に登場口がある。一方、上段はダン池田とニューブリードがいるバンドステージとなっていた。
1979年12月には初代司会者の泉大助が降板。翌1980年は司会者がその前までチームキャプテンだった出門英に変更して以降、司会者の変更などリニューアルを繰り返した。
ステレオ放送時代から内容も大幅に変更し、2チームの対抗戦となった。そのチーム編成は、前期は芸能人2チーム対抗戦（当初のキャプテンは鈴木ヒロミツ・辺見マリのコンビ。進行役的なポジションでもあった）だったが、「プロ・アマ対抗 ズバリ!当てましょう」となってからの後期は、ハナ肇率いる芸能人チーム「プロ・チーム」と、一般視聴者チーム「アマ・チーム」との対抗戦となった。そしてクイズ内容は次の3種類となる（後に一部変更）。
プライスクイズ
それまで行ってきた金額当てと全く同じ。内輪で一番近い金額を出したチームが10点獲得。双方とも外輪の時は点数無し。「ズバリ賞」も有り。
音楽クイズ
バンドの生演奏を聴いて、曲名を当てるクイズ。早押しで正解したチームは、10点獲得。クイズの構成は、低音楽器から順々に音を重ねていく方式だった。
ショッピングクイズ（1979年12月まで）
10万円相当の買い物をするコーナー。出場者は制限時間1分間の間に、ベルトコンベアーから出てくる商品を自軍までもっていく（よみうりテレビ『買ッテ来ルゾト勇マシク』と同形式）。総額が10万円に近い方の勝ち、10点獲得。双方とも10万円を超えたら点数無し。なお、選んだ商品は総額が10万円以内なら全品貰える（負けたチームも）。また、総額が丁度10万円なら「ズバリ賞」の賞品も一緒に貰える。
ノーヒントプライスクイズ（1980年1月以降）
「ショッピングクイズ」に変わって登場。ルールは「プライスクイズ」と同じだが、ヒントは無し。
こうして最高得点を稼いだチームが優勝、松下製品の中から一品貰える。

## シリーズの終焉
1980年10月、司会を石坂浩二に交代して以降、賞品である電化製品がひとしきり一般家庭に普及したという時代背景もあった事、更にはマンネリ化も相成り、1982年3月27日をもって番組は終了し、1961年8月から始まった当番組は中断期間を含めて、20年8か月の歴史に幕を降ろした。

## テーマ曲
「ズバリ！当てましょうのテーマ」
作詞：山上路夫、作曲：いずみたく、歌：ザ・バイオレッツ、小林あけみ（第1期・前期）、キューティー・Q（第1期・中期、末期）、ザ・シャデラックス、キューティー・Q（第1期、後期）
第2期の末期の音楽は服部克久が担当していた。

## タイトルロゴ
1961年8月5日 - 1972年2月12日 、1975年10月4日 - 1980年12月 
- 「ズバリ!」「当てましょう 」と2段に別れており、上に「ズバリ!」、その下に「当てましょう 」と書かれたもの。
- 書体が明朝体

1981年1月 - 1982年3月27日 : 丸囲みの中に「ズバリ！当てましょう」が入っていた。
- 書体が特殊体

## 出演者

### 司会
- 泉大助（1961.8 - 1972.2、1975.10 - 1979.12）
- 鈴木ヒロミツ（1979.3.17[3] - 9、チームキャプテン・進行役）
- 辺見マリ（1979.3.17[3] - 1980.9、1979.12まではチームキャプテン・進行役）
- 出門英（1979.10 - 1980.9、1979.12まではチームキャプテン・進行役）
- 石坂浩二（1980.10 - 1982.3、ちなみに同番組が一旦終了した後に放送されたクイズ番組『クイズの王様』（1972.2 - 1974.3）も石坂が司会を担当した。また、第2期開始前に放送された『動物家族』のナレーションも担当していた）
- あかはゆき（1975.10 - 1979.3）
- 酒井ゆきえ（1979.3.17[3] - 1979.12・1980.10 - 1982.3、辺見・出門時代は出題・進行補佐係として出演)

### アシスタント・ホステス
- 古川姉妹（放送開始当初、1960年代前半）
- 淡島千景（放送開始当初に問題朗読を担当）
- キューティー・Q
- 松本めぐみ
- 松本美恵子（後の小林亜紀子・1970年7月から[6] ）
- 井上れい子（1970年7月から[6]）

1951年生。東京都出身。本番組のアシスタント以降はCMタレントを経て、1973年の映画『股旅』や、1974年のテレビドラマ『君待てども』に出演した。
- 矢代久美子（1970年7月から[6]）

1950年4月生。神奈川県横浜市出身。高校卒業後、知人の紹介で生命保険のCMに出演。その後、多数のCMに出演。1970年のテレビドラマ『女が階段を上る時』で、主演である小川真由美の妹を演じた。
- 谷さゆり（1970年7月から[6]）
- ザ・リリーズ（1975年から）
- 団しん也（出門・辺見時代から石坂・酒井時代までコメディリリーフとしてレギュラー出演）ほか

### レギュラー回答者
- ハナ肇（プロ・チームキャプテン。ちなみに『クイズの王様』ではハナ肇とクレージーキャッツとして、ザ・ドリフターズと共に隔週出演していた）

## 放送局
放送開始当初はフジテレビ系列局を中心に、系列が無かった地方ではその地方で最初に開局した局（親局がVHF波で放送されている局が殆ど）で放送された。後に、地方でフジテレビ系列局が続々と開局していったが、新規に開局した局がUHF局であり、当時はUHF受信対応テレビがほとんど普及しておらず、多くの視聴者に番組を見てもらいたい（=物理的な視聴者の減少を懸念した）スポンサーの松下電器の強い意向もあり、ネットの移行はスムーズには行われず、系列局がある地域でも最後まで放送された地域もあった。フジテレビ系列以外のネット局の多くが、日曜日の12:15 - 12:45の枠で放送していた。
系列は現在の系列。○は現在他系列局だが、放送当時フジテレビ系列局や他系列とのクロスネットだった局。
| 放送対象地域            | 放送局         | 系列                                         | 備考 |
| ----------------------- | -------------- | -------------------------------------------- | --- |
| 関東広域圏              | フジテレビ     | フジテレビ系列                               | 制作局 |
| 北海道                  | 札幌テレビ     | 日本テレビ系列                               | ○第1期のみ、1963年3月17日から1972年2月13日まで日曜 12:15 - 12:45に放送。 |
| 北海道                  | 北海道文化放送 | フジテレビ系列                               | 第2期のみ |
| 青森県                  | 青森放送       | 日本テレビ系列                               | 一時期青森テレビへ移行 第1期終了時は 日曜 12:15 - 12:45に放送。 |
| 青森県                  | 青森テレビ     | TBS系列                                      | 青森放送へ再移行 |
| 岩手県                  | 岩手放送       | TBS系列                                      | 現・IBC岩手放送 第1期終了時は 日曜 12:15 - 12:45に放送。 |
| 宮城県                  | 仙台放送       | フジテレビ系列                               | 第1期終了時は同時ネット。 1980年3月22日より、ステレオ放送。 |
| 秋田県                  | 秋田放送       | 日本テレビ系列                               | 第1期の途中まで 秋田テレビ開局後も1971年3月28日まで放送。 |
| 秋田県                  | 秋田テレビ     | フジテレビ系列                               | 第1期の途中の1971年4月3日から 第1期終了時は同時ネット。 1980年7月5日より、ステレオ放送。                                                                                                 |
| 山形県                  | 山形放送       | 日本テレビ系列                               | |
| 山形県                  | 山形テレビ     | テレビ朝日系列                               | ○第1期終了時は同時ネット。 |
| 福島県                  | 福島テレビ     | フジテレビ系列                               | 1963年4月開局から 福島中央テレビ開局後も移行せず放送継続 第1期および1975年10月から1977年3月までは 日曜 12:15 - 12:45に放送。 1977年4月より同時ネット。 1981年10月3日より、ステレオ放送。 |
| 山梨県                  | 山梨放送       | 日本テレビ系列                               | |
| 新潟県                  | 新潟放送       | TBS系列                                      | 新潟総合テレビ開局後もスポンサーの意向により放送継続 東京での1980年11月22日放送分(新潟では当時7日遅れの同月29日放送)より、ステレオ放送。                                                 |
| 長野県                  | 信越放送       | TBS系列                                      | 長野放送開局後もスポンサーの意向によりしばらく放送したのち、長野放送へ移行。 |
| 長野県                  | 長野放送       | フジテレビ系列                               | 開局当初は『黒い髪の智子』に差し替えていたため未放送 1980年6月21日より、ステレオ放送。                                                                                                   |
| 静岡県                  | 静岡放送       | TBS系列                                      | 第1期まで テレビ静岡開局後もスポンサーの意向により放送継続 |
| 静岡県                  | テレビ静岡     | フジテレビ系列                               | 第2期から |
| 富山県                  | 北日本放送     | 日本テレビ系列                               | 第1期放送中の1963年4月7日から途中まで 開始当時の放送時間は日曜 12:15 - 12:45 富山テレビ開局後も1970年2月22日まで放送                                                                     |
| 富山県                  | 富山テレビ     | フジテレビ系列                               | 第1期の途中の1970年2月28日から |
| 石川県                  | 北陸放送       | TBS系列                                      | 第1期の途中まで 石川テレビ開局後も1970年3月29日まで放送 |
| 石川県                  | 石川テレビ     | フジテレビ系列                               | 第1期の途中の1970年4月4日から 1980年9月27日より、ステレオ放送。 |
| 福井県                  | 福井放送       | 日本テレビ系列 テレビ朝日系列                | 第1期放送中の1963年3月17日から途中まで 開始当時の放送時間は日曜 12:15 - 12:45 福井テレビ開局後も1970年12月27日まで放送                                                                   |
| 福井県                  | 福井テレビ     | フジテレビ系列                               | 第1期の途中から |
| 中京広域圏              | 東海テレビ     | フジテレビ系列                               | 1979年8月4日より、ステレオ放送。 |
| 近畿広域圏              | 関西テレビ     | フジテレビ系列                               | 1979年3月17日から、制作局のフジテレビと同時にステレオ放送となる。同局ではフジテレビの番組では初のステレオ放送（それまで同放送は自社制作の番組のみだった）。                              |
| 鳥取県                  | 日本海テレビ   | 日本テレビ系列                               | 当時の放送エリアは鳥取県のみ、1972年9月まで 電波相互乗り入れに伴い山陰中央テレビに一本化                                                                                                 |
| 島根県                  | 山陰放送       | TBS系列                                      | 当時の放送エリアは島根県のみ 山陰中央テレビ開局後も1970年12月まで放送 |
| 島根県 ↓ 島根県・鳥取県 | 山陰中央テレビ | フジテレビ系列                               | 1971年1月から、1972年9月までの放送エリアは島根県のみ 電波相互乗り入れに伴い鳥取県にもエリア拡大                                                                                          |
| 岡山県                  | 山陽放送       | TBS系列                                      | 現・RSK山陽放送 当時の放送エリアは岡山県のみ |
| 岡山県 ↓ 岡山県・香川県 | 岡山放送       | フジテレビ系列                               | 1979年3月までの放送エリアは岡山県のみ 1979年4月から電波相互乗り入れに伴い香川県にもエリア拡大 1980年12月27日より、ステレオ放送。                                                         |
| 広島県                  | 広島テレビ     | 日本テレビ系列                               | ○第1期のみ |
| 広島県                  | テレビ新広島   | フジテレビ系列                               | 第2期のみ |
| 山口県                  | 山口放送       | 日本テレビ系列                               | 1979年12月の音声多重放送開始に伴い、同月放送分よりステレオ放送化。 |
| 徳島県                  | 四国放送       | 日本テレビ系列                               | 1969年4月頃は日曜 12:15 - 12:45に放送 |
| 香川県                  | 西日本放送     | 日本テレビ系列                               | 当時の放送エリアは香川県のみ 1979年4月から電波相互乗り入れに伴い岡山放送へ一本化 |
| 愛媛県                  | 南海放送       | 日本テレビ系列                               | 第1期の途中まで テレビ愛媛開局後もスポンサーの意向により1971年3月28日まで放送。日曜 12:15 - 12:45に放送                                                                                  |
| 愛媛県                  | 愛媛放送       | フジテレビ系列                               | 現・テレビ愛媛 第1期の途中の1971年4月3日より。 |
| 高知県                  | 高知放送       | 日本テレビ系列                               | |
| 福岡県                  | 九州朝日放送   | テレビ朝日系列                               | ○1964年9月まで |
| 福岡県                  | テレビ西日本   | フジテレビ系列                               | 1964年10月から テレビ西日本のネットチェンジに伴う移行 1980年12月20日より、ステレオ放送。                                                                                                 |
| 佐賀県                  | サガテレビ     | フジテレビ系列                               | |
| 長崎県                  | 長崎放送       | TBS系列                                      | テレビ長崎開局後もスポンサーの意向によりしばらく放送 |
| 長崎県                  | テレビ長崎     | フジテレビ系列                               | 第2期では1977年4月から同時ネット。 1981年3月21日より、ステレオ放送。 |
| 熊本県                  | 熊本放送       | TBS系列                                      | 第1期の途中まで テレビ熊本開局後もスポンサーの意向によりしばらく放送 |
| 熊本県                  | テレビ熊本     | フジテレビ系列                               | 第1期の途中から |
| 大分県                  | 大分放送       | TBS系列                                      | テレビ大分開局後もスポンサーの意向により放送継続 |
| 宮崎県                  | 宮崎放送       | TBS系列                                      | 第1期の途中まで テレビ宮崎開局後もスポンサーの意向によりしばらく放送 |
| 宮崎県                  | テレビ宮崎     | フジテレビ系列 日本テレビ系列 テレビ朝日系列 | 第1期の途中から |
| 鹿児島県                | 南日本放送     | TBS系列                                      | 第2期初期時点で毎週木曜19:00-19:30 |
| 鹿児島県                | 鹿児島テレビ   | フジテレビ系列                               | |
| 沖縄県                  | 沖縄テレビ     | フジテレビ系列                               | |

## 備考
- この番組の放送当時、テレビ局の放送送出用VTRは2インチVTRが主流であり、録画用テープが高額かつ視聴者参加番組が故に著作権や肖像権での制約も多かった事情も重なり、テープは消去・再利用を繰り返すのが通例だったため現存映像は少ない（ステレオ放送時は1インチVTRに切替済）。現存している映像は1969年3月29日放送の「400回記念ゲスト大会」があり、その模様の一場面は、1988年の『フジテレビ30年史』と2009年2月28日の『バラエティルーツの旅・あなたがいたから僕がいる 半世紀大感謝祭!!』にて紹介された[注 12]。また、同局の「FNS番組対抗!なるほど!ザ・春秋の祭典スペシャル」（放送日不明）にて1972年2月放送の第549回（第1期の最終回の一つ前）のVTRが流されたことがある。更に、テレビ東京の報道番組『ワールドビジネスサテライト』1995年5月29日放送分で、「松下電器と東芝の宣伝」を放送した際、当番組の「700回記念大会」（第2期）[注 13]が放送された。なお、横浜市の放送ライブラリーには1976年9月11日放送の「600回記念大会」が保存されている[注 14]。
- 関東地区では、1964年4月から1965年3月まで毎週月曜11:00 - 11:30に再放送されていた。
- 番組が終了して6年後の1987年3月20日に同局で放送された、フジテレビの過去の番組を復刻する番組『ぼくら冒険王』（金曜おもしろバラエティ）で、当番組の復刻版が放送された[31]。こちらは初代司会の泉大助と第2期アシスタントのザ・リリーズが出演した。